# Micandra platyptera
Micandra platyptera är en fjärilsart som beskrevs av Felder 1865. Micandra platyptera ingår i släktet Micandra och familjen juvelvingar. Inga underarter finns listade i Catalogue of Life.

## Bildgalleri

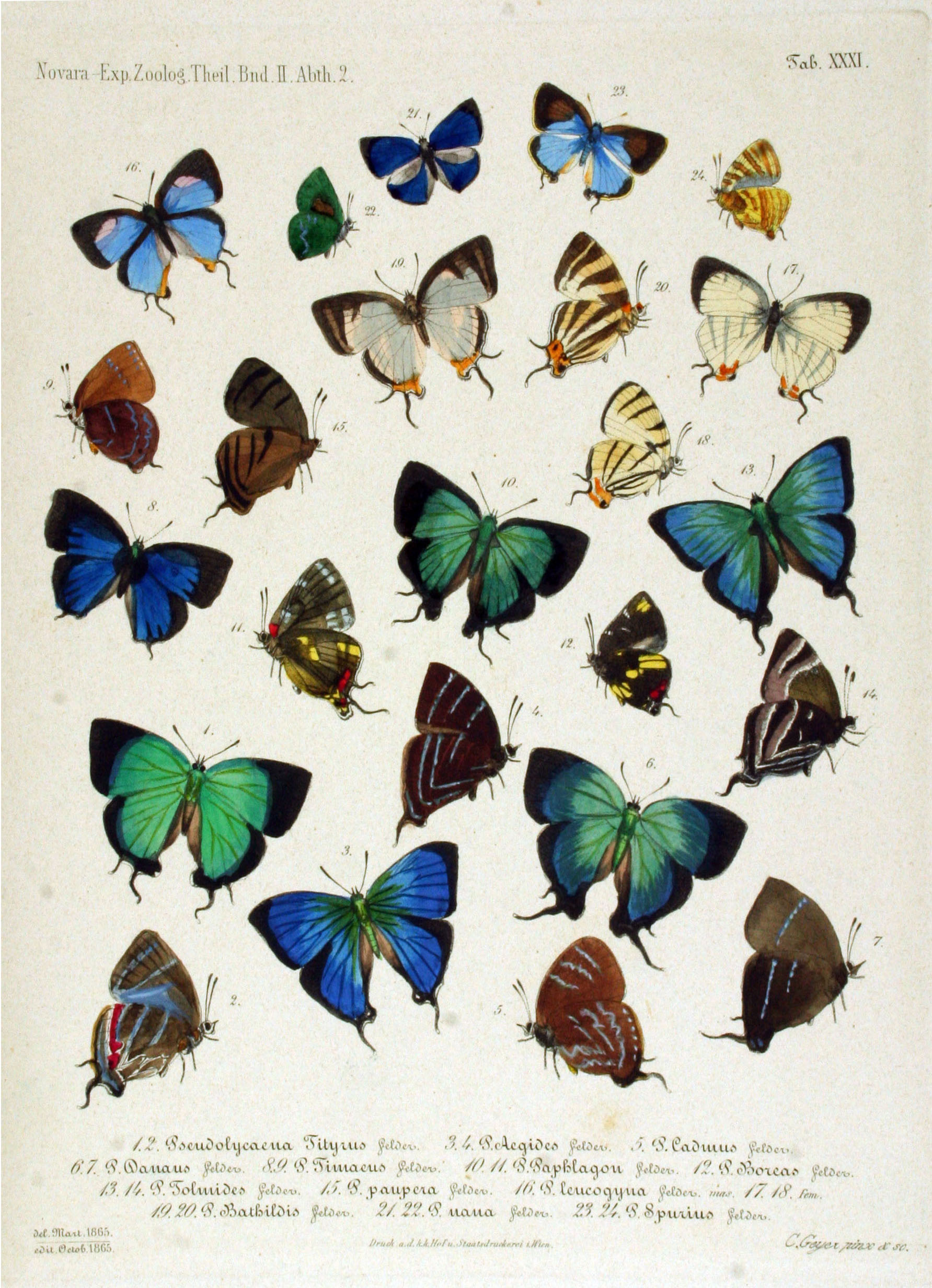